# アウトルック (オレゴン州の新聞)
『ジ・アウトルック』(The Outlook) は、アメリカ合衆国オレゴン州ポートランドの郊外に位置するグレシャムで発行されている新聞。1911年に創刊され、現在はパンプリン・メディア・グループが所有している。
1911年から1991年までは『グレシャム・アウトルック』(Gresham Outlook) という紙名であり、当初は、H・L・セント・クレア (H. L. St. Clair) が発行していたが、1917年にアウトルック・パブリッシング・カンパニー (the Outlook Publishing Company) が設立された。1991年には、『ジ・アウトルック』と改題された。
この新聞は、1960年に、リー・アーウィン (Lee Irwin) とウォルト・テイラー (Walt Taylor) によって買収され、アーウィンは1960年から1982年まで発行人であった。アーウィンの後は、ロバート・コールドウェル (Robert Caldwell) が引き継いだが、短期間に終わり、1983年4月4日から発行人はスティーヴン・J・クラークとなった。2000年には、ロバート・B・パンプリン・ジュニアがこの新聞を買収した。